# 生育主义
生育主义指支持人类生育的政策和个人价值观，生育主义认为生育是人类的重要目标因此主张保持高生育率。随着人口减少和老龄化，许多国家开始试图采取政治手段来应对这一现象。据联合国数据，采取生育主义政策的国家已从2005年的20%增长为2019年的28%。